# Каштак (Иркутский район)
Каштак — деревня в Иркутском районе Иркутской области России. Входит в состав Ревякинского муниципального образования.

## География
Деревня находится на расстоянии примерно 39 км к северо-востоку от города Иркутск, административного центра района и области.

## Население
| 2002 | 2010 | 2011 | 2012 |
| ---- | ---- | ---- | ---- |
| 28   | ↗55  | →55  | ↗56  |

### Половой состав
По данным Всероссийской переписи, в 2010 году в деревне проживало 55 человек (31 мужчина и 24 женщины).